# سیره بنی هلال

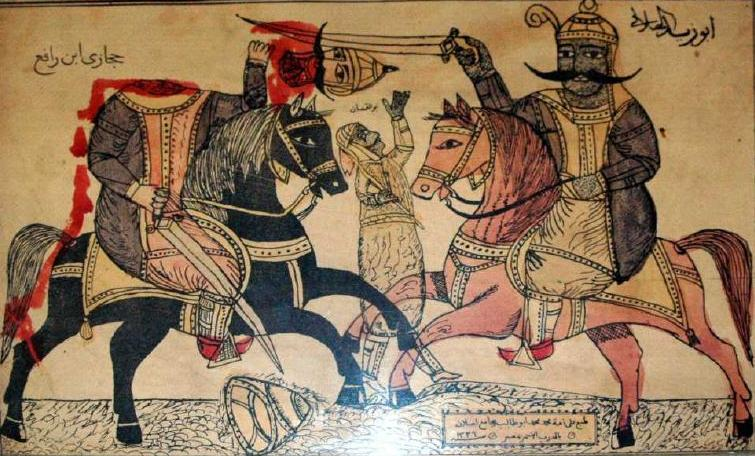
ابوزید هلالی با حجازی بن نافع می‌جنگد

سیرهٔ هلالیه یکی از مشهورترین سیره‌های عامیانه به زبان عربی است که حماسه‌ای طولانی است که مهاجرت طایفه بنی هلال را شرح می‌دهد و شامل داستان چگونگی این سفر از آغاز تا پایان می‌شود. این طایفه از ارتفاعات نجد به تونس کوچ کردند. این سیره نزدیک‌ترین سرگذشت‌نامه به تاریخ است که در حافظه مردم مانده و ریشه‌دارترین تاریخچه در حافظه جمعی مردمان شمال آفریقا است. سیره در مجموعه شامل حدود یک میلیون بیت شعر است.
از سیرهٔ هلالی، داستان‌های فرعی بسیاری منشعب می‌شود، از جمله داستان شاهزاده ابو زید هلالی، داستان خواهرش شیحا که به حیله‌گری و کلاهبرداری مشهور است، زندگی‌نامه شاهزاده ذیاب بن غانم آل هلالی و داستان زهرا و مرعی. این داستان، سرشار از شخصیت‌ها، رویدادها و موقعیت‌هایی است که به ادبیات عامه مصر و مغرب عربی رنگ خاصی می‌بخشد و نشان دهنده زندگی اجتماعی و تحولات فکری مردم عرب در آن دوره زمانی است.